# Christian Daniel von Finckh

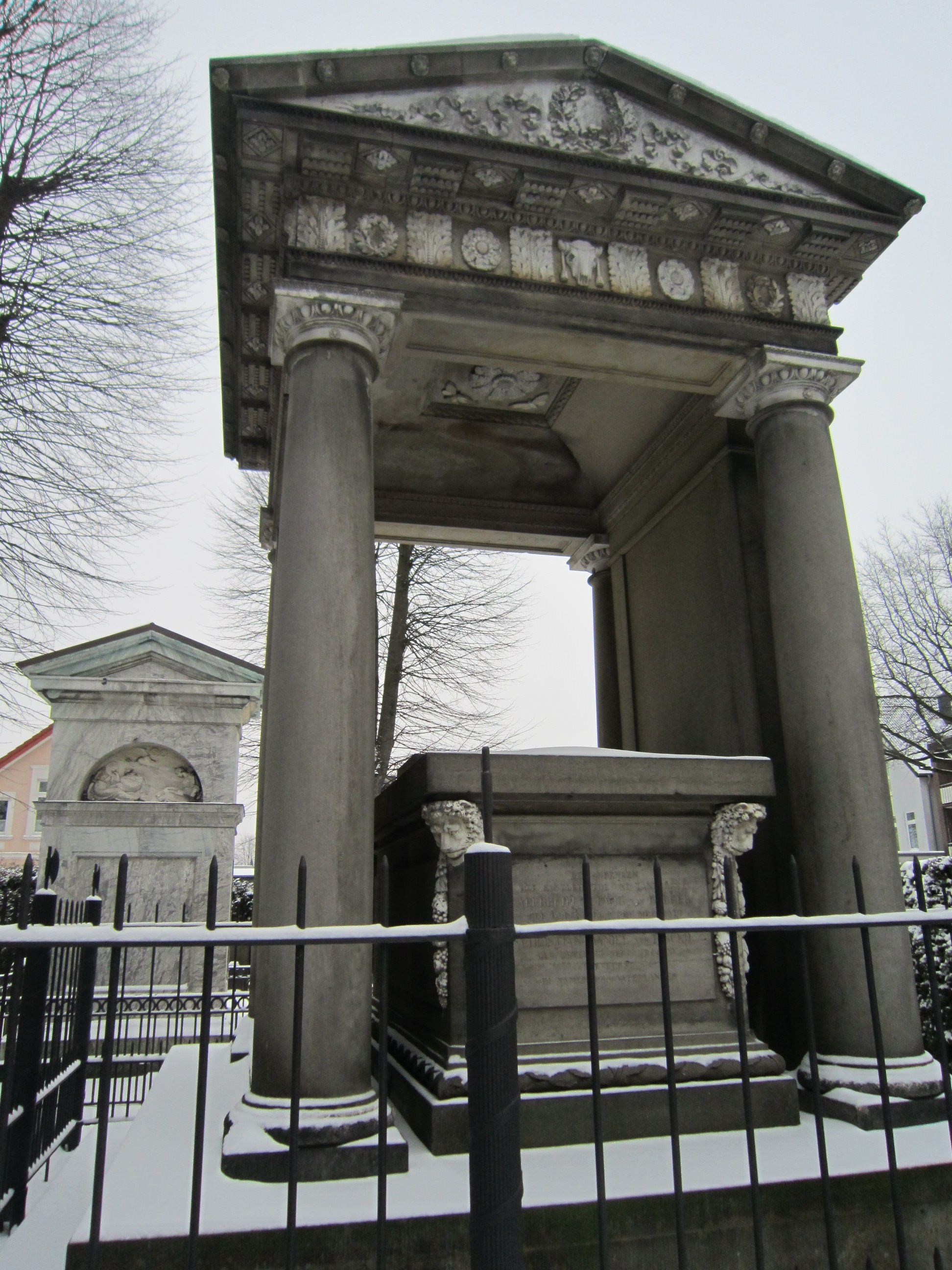
Grab Christian Daniel von Finckhs auf dem Gertrudenfriedhof in Oldenburg

Christian Daniel von Finckh (* 9. September 1766 in Zeven; † 10. April 1813 in Bremen) aus der adligen Familie derer von Finckh war ein Beamter des Herzogtums Oldenburg, der aufgrund seiner Hinrichtung durch die napoleonische Besatzungsmacht besondere Bedeutung erlangte.

## Leben
Von Finckh war der Sohn des Pfarrers Georg Clemens von Finckh (1726–1802) und der Lucie Christine geb. Schnedermann (1735–1780) und Enkel von Georg Clemens von Finckh (1687–1756). Er legte das Abitur am Gymnasium in Stade ab und studierte anschließend an den Universitäten von Göttingen und Rostock Rechtswissenschaften. 1787 ließ er sich als Advokat und Procurator in Stade nieder und wurde 1796 Syndikus der Stadt. Ab 1799 war er als erster Beamter (Obervoigt) des Landes Wursten tätig. 1806 folgte er einem Ruf in oldenburgische Dienste und wurde Landvogt in Ovelgönne mit dem Titel eines Kanzleirats. Nach der französischen Besetzung des Herzogtums wurde er seines Amtes enthoben und 1810 bei Einrichtung des französischen Departements der Wesermündungen zum Tribunalrichter des Arrondissements Oldenburg ernannt.
Als General Friedrich Karl von Tettenborn Anfang 1813 mit russischen Truppen gegen Hamburg vorrückte, folgten im gesamten nordwestlichen Deutschland Aufstände und Unruhen gegen die französische Besatzung, so auch am 17. März in Oldenburg. Am 19. März verließ der französische Unterpräfekt Frochot Oldenburg und überließ einer Kommission von fünf einheimischen Beamten die provisorische Regierung des Herzogtums, darunter von Finckh und Albrecht Ludwig von Berger. Sie verfassten eine Proklamation, um für Ruhe im Volk zu sorgen, da es schon zu Ausschreitungen gegen Gendarmen gekommen war und napoleonische Symbole mutwillig zerstört wurden. Daneben hofften Finckh und Berger vermutlich auch, durch ihre Tätigkeit zu der in ihren Augen legitimen Herrschaft des vertriebenen Herzogs überleiten zu können. Nationale Motive spielten für sie wohl keine Rolle, erst später wurden sie als „Märtyrer Teutscher Freiheit“ idealisiert. Die Kommission amtierte nur vier Tage und die französischen Besatzer fassten die Aufforderung bei ihrer Rückkehr als Aufruf zum Aufstand auf. Die Kommission wurde am 23. März 1813 aufgelöst und alle Mitglieder am 4. April verhaftet und auf Veranlassung des für blutige Repressalien bekannten General Vandamme am 9. April vor ein Kriegsgericht in Bremen gestellt. Von Finckh und von Berger wurden zum Tode verurteilt und am 10. April 1813 erschossen. Die übrigen Kommissionsmitglieder kamen mit Gefängnisstrafen davon.
1814 ließ der aus dem Exil nach Oldenburg zurückgekehrte Herzog von Oldenburg Peter Friedrich Ludwig den Prozess wiederholen und die beiden Hingerichteten für unschuldig erklären. Er sorgte auch für die Ausbildung der Kinder Finckhs und ließ weiterhin die Leichname der beiden Männer nach Oldenburg überführen und in der Nähe des herzoglichen Mausoleums auf dem Gertrudenfriedhof beisetzen. Im Jahre 1824 wurde dort ein Ehrenmal aufgestellt.

## Familie
Am 20. Juni 1800 heiratete Finckh in Hamburg Sophie Elisabeth Friederike Süllow (1776–1815). Die drei Söhne des Paares nahmen später unter der Förderung des Großherzogs Positionen in der oldenburgischen Verwaltung ein:
- Georg Ernst (1803–1889) wurde Präsident des Obergerichts in Oldenburg.
- Alexander Christian (1806–1888) war von 1853 bis 1881 Regierungspräsident des Fürstentums Birkenfeld.
- Johann Daniel (1807–1867) wurde ebenfalls Präsident des Obergerichts sowie oldenburgischer Landtagspräsident.

Finckhs Tochter Charlotte Ernestine von Finckh (1809–1899) heiratete am 27. Mai 1838 den späteren Oldenburgischer Kammerdirektor Johann Wilhelm Detlev Georg (1779–1840).
Finckhs Enkel Eugen (1860–1930) war von 1923 bis 1930 Ministerpräsident des Freistaates Oldenburg.

## Gedenken
In Gedenken an von Finckh und von Berger benannte die Stadt Oldenburg zwei direkt nebeneinander von der Alexanderstraße abgehende, parallel verlaufende Straßen nach den beiden Politikern.

## Weblink
- 1813: Albrecht Ludwig von Berger and Christian Daniel von Finckh, Oldenburgers, executedtoday.com 10. April 2014